# XIIa
XIIa es una película de comedia dramática búlgara de 2017 dirigida por Magdalena Ralcheva y escrito por Nikolay Kolev. Protagonizada por Radina Kardzhilova. Es la secuela de la película XIa.

## Sinopsis
Lina regresa a la escuela tras un tiempo de descanso para enseñar a una nueva clase. En casa, la situación tampoco es mejor. Lina se separa de su marido infiel y su madre dominante la intimida constantemente, el hijo de Lina es maltratado por sus compañeros de clase; a veces la tensión llega a límites extremos y Lina está a punto de colapsar.

## Reparto
Los actores que participaron en esta película son:
- Radina Kardzhilova como Lina
- Maria Kavardzhikova como Madre de Lina
- Aneliya Mangarova como Megan
- Kal Minev como Psyco
- Deyan Georgiev como Valeri
- Vasilena Atanasova como Dara
- Maria Bakalova como Milena
- Darin Angelov como Profesor de deportes
- Elena Boycheva como Maestro principal

## Producción
La fotografía principal inició el 21 de octubre de 2016 en Sofía, Bulgaria durando 20 días.

## Lanzamiento
Tuvo su estreno mundial el 20 de mayo de 2017 en la 70.ª edición del Festival Internacional de Cine de Cannes. Se estrenó comercialmente el 15 de septiembre de 2017 en cines búlgaros.